# Église Saint-Pierre-et-Saint-Paul de Gioux
Pour les articles homonymes, voir Église Saint-Pierre-et-Saint-Paul.
L'église Saint-Pierre-et-Saint-Paul est une église située à Gioux, dans le département de la Creuse en France.

## Localisation
L'église est située sur la commune de Gioux dans le département français de la Creuse en région Nouvelle-Aquitaine.

## Historique

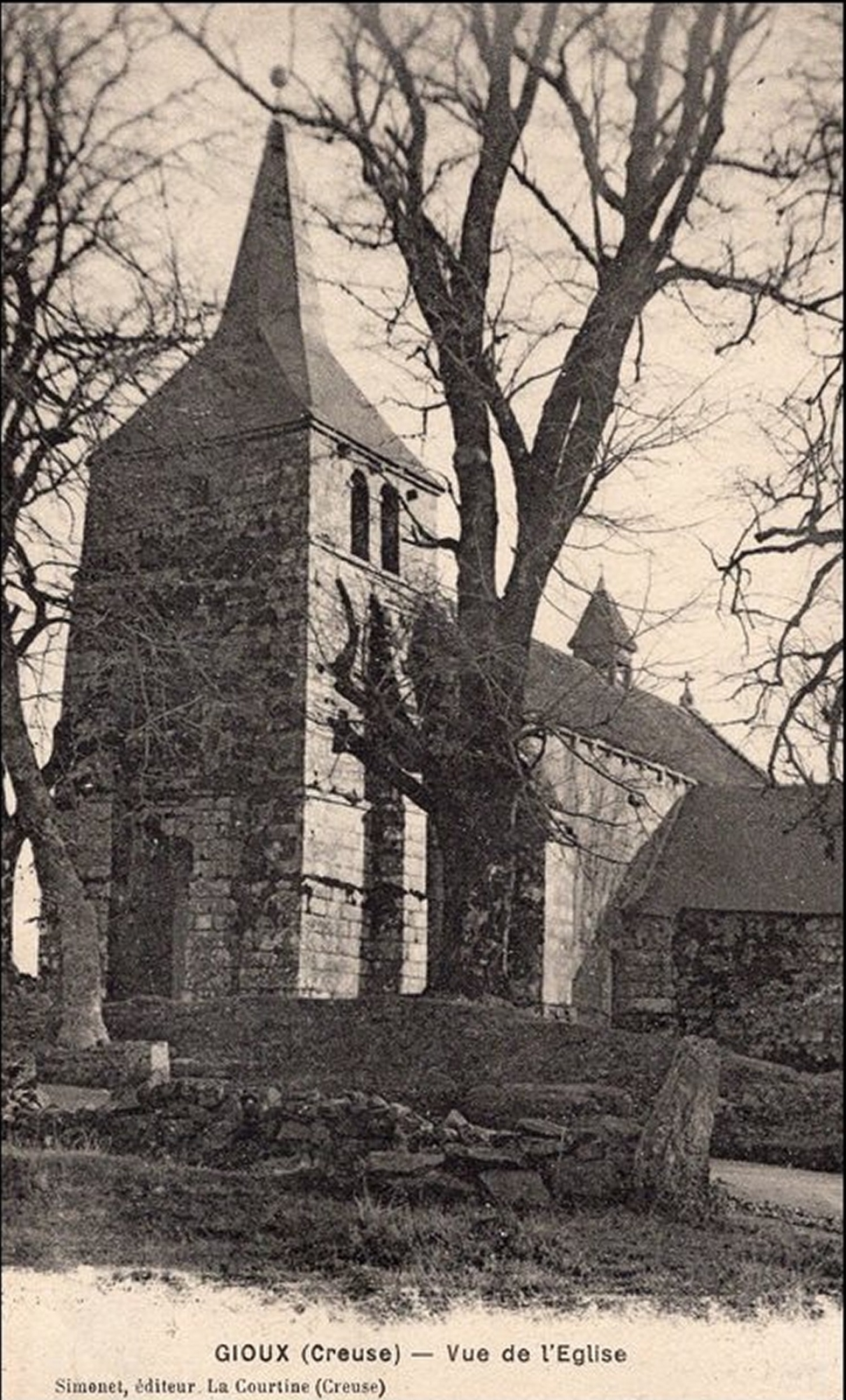
Carte postale de l'église vers 1920.

L'église a été construite à la fin du XIIe siècle, avec l'ajout de deux chapelles latérales au XVe siècle et l'édification du clocher-porche au XVIIIe siècle.
L'édifice est inscrit au titre des monuments historiques en 1981.